# 切納里奇 (阿拉斯加州)
切納里奇（英語：Chena Ridge）是位於美國阿拉斯加州費爾班克斯-北極星自治市鎮的一個非建制地區和人口普查指定地區。根據2010年美國人口普查，該地人口為5,791人。

## 地理
切納里奇的座標為64°49′54″N 147°55′47″W / 64.83167°N 147.92972°W，而該地的平均海拔高度為866米（即2841英尺）。